# Speed Graphic

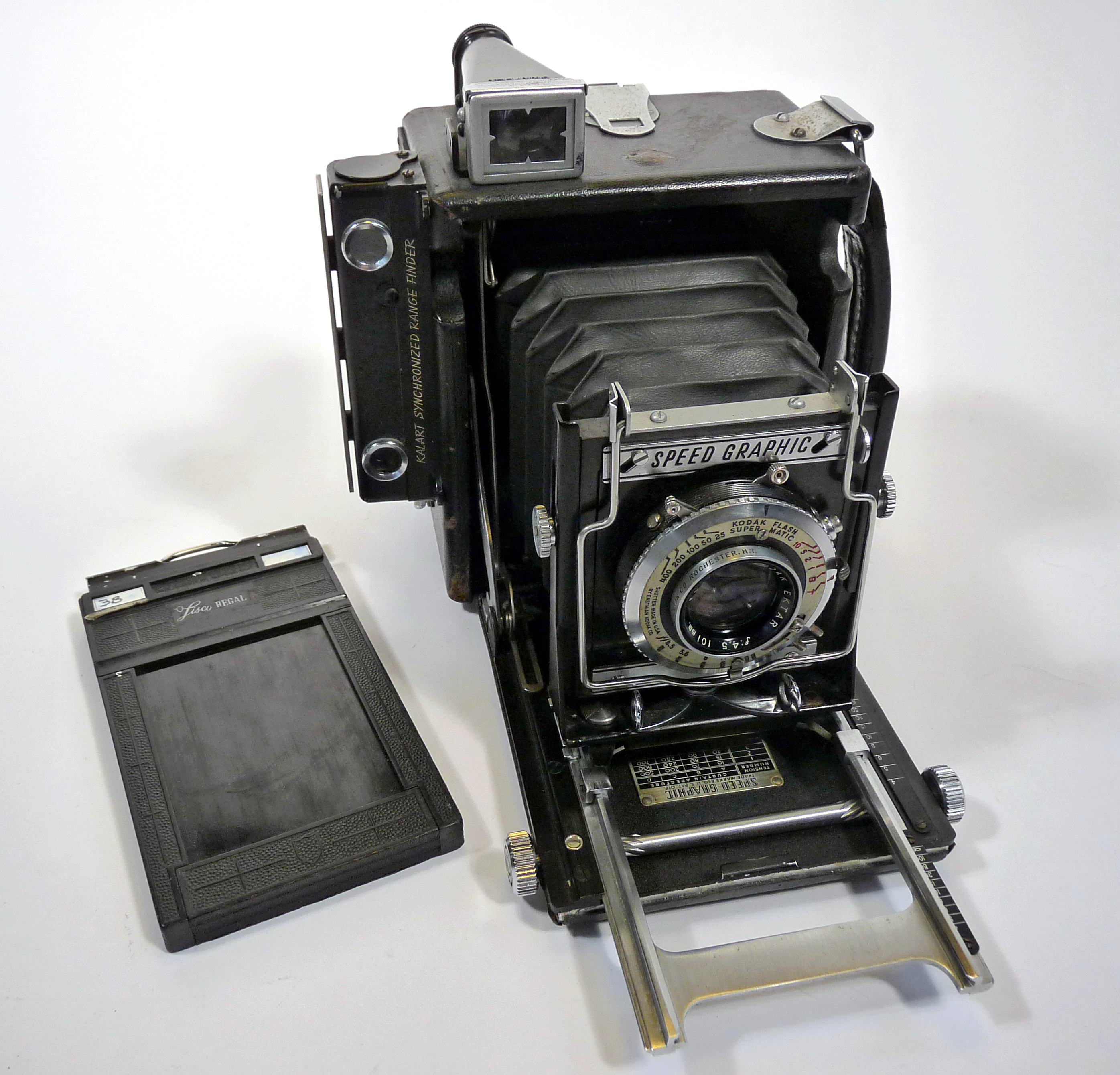
Graflex Seped format Gràfic: 2.25x3.25 format de medi, Speed Grphific Miniature, inicis dels 40's. Lent: Ektar F4.5, 101mm, finestró d'avió focal

Produït per Graflex a Rochester, Nova York, Speed Graphic era una de les càmeres de premsa més conegudes. Tot i que la primera Speed Graphic va ser construïda l'any 1912, la producció de versions posteriors va continuar fins a l'any 1973; amb les millores més significatives fetes l'any 1947 amb la introducció del Pacemaker Speed Graphic (i Pacemaker Crown Graphic, el qual és una lliura més lleugera però no té l'obturador del pla focal). Va formar part de l'equipament estàndard de molts fotògrafs de premsa americans de mitjans dels 1960s.

## Descripció
Malgrat la denominació comuna d'Speed Graphic, diversos models Graphic van ser produïts entre 1912 i 1973. L'autèntic Speed Graphic té un obturador de pla focal que els models Crown Graphic i Century Graphic no tenien. El nom "Speed" ve de la màxima velocitat de 1/1000 sec. que podia arribar amb l'obturador de pla focal.  La Speed Graphic era disponible en 2¼ x 3¼ polzades, 3¼ x 4¼ polzades, 5 x 7 polzades i en el format més comú 4 x 5 polzades. Gràcies a l'obturador de pla focal, la Speed Graphic també pot utilitzar lents que no tinguin cortines (conegudes com a lents de barril).
La Speed Graphic era una càmera lenta. Posar l'obturador de pla focal va requerir una ranura ample i un moll de tensió. Cada exposició requeria que el fotògraf canviés el suport de la pel·lícula, obrint els objectius de l'obturador, retirar la placa de fusta de la pel·lícula inserida, enfocar la càmera, i extreure l'obturador. A l'inrevés, si s'utilitzava l'obturador de la lent, l'obturador del pla focal (en els models Speed Graphic i Pacemaker Graphic amb les dues cortines) havia de ser obert abans d'arrugar-se utilitzant la configuració "T" o TIME, i després extreient l'obturador de la lent. A l'interior, el fotògraf també havia de canviar el flaix. Cada suport de pel·lícula contenia una o dues peces de làmina de pel·lícula que havien de ser carregades al suport del film en total foscor. Es podria aconseguir disparar més ràpidament amb el suport de pel·lícula Grafmatic, que és un "canviador" de sis pel·lícules que conté cada full en un septe. Fins i tot es podien fer exposicions més ràpides si el fotògraf disparava pel·lícules de 12 exposicions o després 16 exposicions (descatalogades a finals dels anys 70). Amb els packs de pel·lícules es podia disparar tan ràpid com es podia treure de la pestanya i arrossegar l'obturador, a més a més els packs de pel·lícules es podien carregar a la llum del dia. Un adaptador de pel·lícula rodant que utilitzava 120 o 220 pel·lícules, estava disponible per a càmeres de 2,25 x 3,25, 3,25 x 4,25 i 4 x 5 polzades que permetien entre 8 i 20 exposicions per rodet, depenent del model de l'adaptador. Els fotògrafs havien de ser cauts i anticipar-se quan l'acció estava a punt per fer la foto desitjada. El crit: "Només una més!" era comú si es perdia una oportunitat. El president Harry Truman va anomenar als fotògrafs de la Casa Blanca com el club "Només una més".

### Obturador de pla focal
L'obturador de pla focal consisteix en una cortina flexible ruboritzada amb escletxes d'amplades variables que travessen l'obturador de pel·lícula a velocitats determinades per l'enquadrament de tensió del mecanisme. Hi ha 4 escletxes amb amplades d'1/8 mm, 3/8 mm, 3/4 mm, 1 1/2 mm i “T” (T = “temps” utilitzat quan el diafragma de la lent de l'obturador s'utilitza per controlar la duració de l'exposició. L'obturador de pla focal queda completament obert fins que es treu manualment. L'obertura cobreix l'àrea sencera de la pel·lícula per la mida de la càmera.) En els models Speed Speed, hi ha 6 ajustaments de tensió, ajustats per un botó de liquidació de la papallona que augmenta la velocitat que l'escletxa travessa el pla de la pel·lícula.
Als models gràfics Pacemarker Graphic, només hi ha 2 configuracions (alta i baixa).
La combinació de l'amplada de la ranura i la tensió de molla permet velocitats d'exposició que varien entre 1/10 i 1/1000 seg.
| Amplada de ranura (polzades) | 1/8         | 3/8        | 3/4       | 1 1/2     | T       |
| Tensió 1                     | 1/350 sec.  | 1/110 sec. | 1/40 sec. | 1/10 sec. | (Obert) |
| Tensió 2                     | 1/440 sec.  | 1/135 sec. | 1/50 sec. | 1/15 sec. | (Obert) |
| Tensió 3                     | 1/550 sec.  | 1/160 sec. | 1/65 sec. | 1/20 sec. | (Obert) |
| Tensió 4                     | 1/680 sec.  | 1/195 sec. | 1/75 sec. | 1/25 sec. | (Obert) |
| Tensió 5                     | 1/825 sec.  | 1/235 sec. | 1/80 sec. | 1/30 sec. | (Obert) |
| Tensió 6                     | 1/1000 sec. | 1/295 sec. | 1/90 sec. | 1/35 sec. | (Obert) |

## Usuaris famosos
Probablement, l'usuari d'Speed Graphic  més conegut va ser el fotògraf de premsa de Ciutat de Nova York Arthur "Weegee" Fellig, entre els anys 1930s i 1940s.
Barbara Morgan va utilitzar una Speed Graphic PEr fotografiar la coreografia de Martha Graham .
Els premis 1942-1953 Pulitzer de fotografia van ser fets amb càmeres Speed Graphic, inclosa la fotografia de les marines que aixequen la bandera americana a Iwo Jima l'any 1945, feta pel fotògraf d'AP Joe Rosenthal Unes quantes fotografies guanyadores després 1954 va ser fetes amb Rolleiflex o Kodak càmeres. L'any 1961 va ser l'últim que el guanyador dels premis Pulitzer va utilitzar el model. Aquest va ser Yasushi Nagao mostrant Otoya Yamaguchi assassinant Inejiro Asanuma.
L'any 2004, el fotoperiodista nord-americà David Burnett va utilitzar la seva Speed Graphic de 4x5 polzades amb una lent de 178 mm f / 2,5 Aero Ektar eliminada d'una càmera aèria K-21  per cobrir la campanya presidencial de John Kerry.
Burnett també va utilitzar una Speed Graphic de 4x5 polzades per fotografiar imatges als Jocs Olímpics d'Hivern i d'Estiu.

## Història de fabricació de Graflex
El nom de l'empresa va canviar diverses vegades al llarg dels anys, ja que va ser adquirida i posteriorment llançada per Eastman Kodak Empresa, finalment va esdevenir una divisió de Singer Corporation i llavors es va dissoldre l'any 1973. El guardonat Graflex a Pittsford, Nova York encara està en peu i és seu de Veramark Tecnologies, Inc., anteriorment conegut com el MOSCOM Empresa.
| Anys      | Fabricant                                                                                       |
| --------- | ----------------------------------------------------------------------------------------------- |
| 1887-1904 | Folmer I Schwing Fabricació Co., NY, NY                                                         |
| 1905-1927 | Folmer & Schwing Div., Eastman Kodak Co. Rochester, NY                                          |
| 1928-1946 | Folmer Graflex Corp., Rochester, NY                                                             |
| 1946-1955 | Graflex Inc., Rochester, NY                                                                     |
| 1956-1968 | Graflex Inc., Div. Equipament de Precisió general, Rochester, NY                                |
| 1968-1973 | Graflex Inc., Div. Singer Corporation                                                           |
| 1973      | L'utillatge comprat per Sakai Càmera Especial Mfg. Co., Ltd., fabricants de la càmera toyo View |

## Història del model Graflex
Les càmeres Graphic d'apartir de 1940 poden considerar-se càmeres utilitzables, en lloc de càmeres antigues o col·leccionables. The Speed Graphic va ser fabricat en diverses mides, 4x5 "sent el més habitual, però també en 2.25x3.25", 3.25x4.25 "i 5x7".
| Any de producció | Nom de model i descripció                              | Notes |
| ---------------- | ------------------------------------------------------ | --- |
| 1958-1973        | Super Graphic                                          | Les mateixes característiques que la Super Speed Graphic, però sense el Graflex1000 1/1000 d'obturador frontal. |
| 1961-1970        | Super Speed Graphic                                    | Graflex1000 obturador de lents 1/1000, tot el cos de metall, incloent flash, l'obertura de l'obturador elèctric, l'estàndard davanter tenia una capacitat d'oscil·lació i activació. (Sense obturador de pla focal!) |
| 1947-1973        | Pacemaker Crown Graphics (4x5, 3.25x4.25, 2.25x3.25)   | Idèntic al Pacemaker Speed Graphic, però fet sense l'obturador de pla focal, el qual va reduir pes, i va augmentar l'accés lents d'ample angle. |
| 1947-1970        | Pacemaker Speed Graphics (4x5, 3.25x4.25, 2.25x3.25)   | La producció postbèl·lica va portar lents revestides de cortines, alliberament del cos, parades d'infinitat plegables. Desapareix el marge lateral reemplaçat per un telemetre superior a 4x5 " el 1955. |
| 1949-1970        | Century Graphic (2.25x3.25)                            | El "Century Graphic" i el "Corona Gràfica" de caoba i el metall de plàstic eren sense persianes de pla focal. Les càmeres importades de 2.25" van portar al disseny dels subjectes de pel·lícules de rodets, i el visor de la barra plana, seguit del visor de filferro flexible, seguit del visor de filferro flexible. El rang de la barra muntada va ser reemplaçat per un rang de superior a 4x5" al 1955.                                                           |
| 1940-1946        | Anniversary Speed Graphic (3.25x4.25 i 4x5")           | Sense metall gris exposat, negre de setí amb acabat cromat. Però el model de temps de guerra és sense cromat. Carrils de rastre lligats, que permeten centrar-se en una lent de granangular dins del cos. Visor de marc de filferro sòlid. El recobriment a la cara del cos només es troba a la part superior i als costats. |
| 1939-1946        | Speed Graphic miniatura (1r petit 2.25x3.25" model)    | El visor del cèrcol de filferro té una part superior corbada. Obturador de pla focal. |
| 1928-1939        | Pre-Anniversary Speed Graphic (3.25x4.25, 4x5, 5x7)    | 4x5: el visor de cèrcol de fils té corbes superiors. No hi ha adorns a la part frontal del cos, a diferència dels models posteriors. Els primers models del Pre-Anniversary van conservar el visor òptic "flip-up", però posteriorment es van produir amb el visor tubular. Aquests visors tubulars també estaven disponibles com un accessori al mercat, i molts models Pre-Anniversariy tenen visors tubulars com a reemplaçadors per a visors originals de "flip-up". |
| 1912-1927        | Top Handle Speed Graphic 3.25x4.25, 4x5, 3.25x5.5, 5x7 | Les primeres càmeres tenen tauletes de comandament molt petites i no s'adapten a les lents més grans i ràpides (p. Ex., F / 2.9 i més) que sortien a la dècada de 1920 |